# سیارک ۸۵۹۴
سیارک ۸۵۹۴ (به انگلیسی: 8594 Albifrons، نامگذاری:2245T-1) هشت هزار و پانصد و نود و چهارمین سیارک کشف شده‌است که در ۲۵ مارس ۱۹۷۱ کشف شد.
قدر مطلق سیارک برابر ۱۴٫۷۰ است.